# Операция „Шварц“
Операция „Шварц“ или „Черния случай“ (на немски: Fall Schwarz; на сърбохърватски: Битката на Сутиеска – Bitka na Sutjesci/Битка на Сутјесци) e Петата най-съществена офанзива срещу Титовите партизани на територията на Черна гора и Босна и Херцеговина в хода на Втората световна война.
В битката при Неретва Титовите партизани се измъкват от обкръжението. Това налага предприемане на ново мощно настъпление за унищожението им. За да осигури успеха му, немското командване ги примамва на труднопроходима територия, от която отстъплението е трудно и би се превърнала в капан за тях.
Силите на Оста в операция „Шварц“, в състав от немски, италиански, хърватски, български (61 пехотен тракийски и 63 пехотен полк), гръцки и казашки части, провеждат военно-тактическата операция от 15 май до 16 юни 1943 година. Целта е обкръжение и унищожение на основните партизански сили под командването на Тито в близост до река Сутиеска. Операцията е повратна точка в офанзивата срещу т.нар. югославски партизани. Приблизителният брой на силите на Оста е около 127 000 души, а на партизаните – 18 000, плюс 14 000 четници.
Операцията се извършва на два етапа:
- подготвителен от 5 май до 14 май 1943 по обезоръжаването на четниците между Колашин и Никшич.
- офанзивен от 15 май до 15 юни 1943 по обкръжаването и унищожаването на главните партизански сили в района на Дурмитор, Жабляк и Фоча – между съставните притоци на Дрина (Тара и Пива).

В хода на операцията Тито е ранен от осколка, но спасен от кучето си немска овчарка. След като Тито 8 дни не дава заповед за изтегляне, очаквайки пристигането на Британската военна мисия, партизаните му са обкръжени в района на изградената военнополева болница в Източна Херцеговина. След продължителни боеве, те успяват да разкъсат неприятелския обръч около Дурмитор и част от тях да се измъкнат в посока планините на Босна. Силите на Оста под командването на генерал Александър Лер унищожават голяма част от партизаните заедно с военнополевата им болница. Партизаните се бият до последно давайки близо 7000 жертви.
Измъкналите се от неприятелския обръч титови партизани оцеляват с помощта на местното население, след което се прегрупират и продължават борбата. През месец декември на 1943 г. срещу тях е организирана нова успешна офанзива от немски, български и четнически части, известна като операция „Кугелблиц“.
Царство България участва в офанзивата с части на Двадесет и четвърта пехотна дивизия.